# Alborada (música)
Una alborada es un poema o canción destinados a cantar la mañana; asimismo, se cataloga como alborada la composición lírica o musical que trata el tema de la separación de los amantes al amanecer. Este tipo de composiciones formaban parte del repertorio de la poesía trovadoresca medieval.  El tema es también favorito en la música clásica de finales del siglo XIX y principios del XX: el acto segundo de la ópera Tristán e Isolda de Wagner, las alboradas de Bizet, Lalo, Poulenc, la Alborada del Capricho español de Rimski-Kórsakov y la "Alborada del gracioso", parte de la suite para piano Miroirs, de Ravel, y que está inspirada en España. 
El término fue utilizado además por varios compositores de finales del siglo XIX y principios del XX para referirse a las oberturas de sus óperas. El inicio de la pastoral de Beethoven (1808) y el Idilio de Sigfrido de Richard Wagner (1870) pueden ser considerados ejemplos de alboradas. 
También es la música interpretada al amanecer y al aire libre para festejar a alguien. En este caso, opuesta a la serenata. Por ejemplo, en los siglos XVII y XVIII, las alboradas se tocaban en honor a personajes de la realeza.